# Richard Schifter
Richard Schifter (Viena, 31 de julio de 1923-4 de octubre de 2020) fue un abogado y diplomático estadounidense que se desempeñó como Subsecretario de Estado de Derechos Humanos y Asuntos Humanitarios de 1985 a 1992.

## Primeros años
Nació en Viena el 31 de julio de 1923 en una familia polaca judía. A raíz del Anschluss por el cual la Primera República de Austria fue anexada a la Alemania nazi, la familia de Schifter pidió permiso para que todos lograran emigrar hacia Estados Unidos, pero Richard fue el único miembro de la familia que pudo obtener una visa. Sus padres, que habían nacido en Polonia, estaban en la cuota polaca y en una larga lista de espera. Emigró hacia los Estados Unidos sin su familia en diciembre de 1938, a la edad de 15 años. Ya en Estados Unidos, obtuvo una licenciatura en Artes de la Universidad de la Ciudad de Nueva York en 1943. Obtuvo una licenciatura en la Facultad de Derecho de Yale en 1951.

### Servicio militar
Se unió al ejército de los Estados Unidos en 1943 y formó parte de uno de los Ritchie Boys, una unidad de jóvenes refugiados judíos alemanes que el ejército de los Estados Unidos entrenó en guerra psicológica.
Estuvo presente en el desembarco de Normandía y realizó trabajos de inteligencia sobre el terreno. Después de la Batalla de las Ardenas, fue enviado a Aquisgrán y se le asignó la tarea de entrevistar a la población civil, produciendo así uno de los primeros estudios de la vida cotidiana bajo el Tercer Reich. Buscó a su familia después de la guerra, pero todos habían fallecido en el Holocausto. Se licenció del ejército en 1946, pero permaneció en la Alemania ocupada por los aliados trabajando para el gobierno militar de los Estados Unidos como civil hasta 1948.

## Ámbito político
Después de graduarse de la escuela de derecho, Schifter se unió al bufete de abogados de Riegelman, Strasser, Schwarz & Spiegelberg (ahora Fried, Frank, Harris, Shriver & Jacobson). Tras la muerte de Félix S. Cohen en 1953, Schifter, junto con su compañero abogado Arthur Lazarus, Jr., se convirtieron en los principales abogados de la tribu Oglala Sioux de la reserva Pine Ridge en sus repetidas disputas con el gobierno de los Estados Unidos. Schifter ejerció la abogacía en Fried, Frank hasta la década de 1980, como uno de los principales profesionales del derecho federal indígena en el país. También sirvió en el Grupo de Trabajo del Presidente sobre los nativos Americanos de 1966 a 1967.
De 1981 a 1982, Schifter fue representante de Estados Unidos ante el Comité de Convenciones y Recomendaciones de la UNESCO. También fue representante suplente de Estados Unidos ante la Comisión de Derechos Humanos de las Naciones Unidas de 1981 a 1982. Entre 1983 y 1985, fue representante oficial ante la misma comisión. También fue Representante Adjunto de los Estados Unidos ante el Consejo de Seguridad de las Naciones Unidas con el rango de Embajador de 1984 a 1985.[cita requerida]
En 1985, el presidente de los Estados Unidos, Ronald Reagan, nominó a Schifter como subsecretario de Estado de Derechos Humanos y Asuntos Humanitarios. Después de la Confirmación del Senado, Schifter ocupó ese cargo desde el 31 de octubre de 1985 hasta el 3 de abril de 1992. Las opiniones de Schifter sobre la política exterior de Estados Unidos han sido descritas como neoconservadoras. Después de la elección de Bill Clinton, fue nombrado asistente especial del Consejo de Seguridad Nacional de Estados Unidos. Cargo que ocupó hasta 2001.
Desde que dejó el gobierno en 2001, ha dirigido la junta del Instituto Judío Estadounidense de Relaciones Internacionales (AJIRI) y el Centro para la Democracia y la Reconciliación en el sureste de Europa. También fue administrador del Instituto de Estudios Cristianos y Judíos.
Falleció el 4 de octubre de 2020 a los noventa y siete años.